# Lembur Tengah
Lembur Tengah is een bestuurslaag in het regentschap Alor van de provincie Oost-Nusa Tenggara, Indonesië. Lembur Tengah telt 981 inwoners (volkstelling 2010).